# 错戳龙
错戳龙（藏語：མཚོ་གྲོ་ལུང་།，威利转写：mtsho gro lung，THL：Tso Drolung）位于中国西藏自治区日喀则市吉隆县境内，地处吉隆县北部，喜马拉雅山与冈底斯山之间的山间盆地内。湖面海拔4610米，面积17.3平方公里。湖区年均气温2℃，年均降水量350毫米。湖水主要依靠地表径流补给，集水区面积349.7平方公里。